# With the Lights Out
With the Lights Out – box set amerykańskiego zespołu grunge'owego Nirvana wydany pod koniec 2004. Składa się z 3 płyt CD i 1 DVD. Większość zamieszczonych utworów na płytach CD to ich wersje akustyczne (jest ich 81, z czego 68 to materiał niepublikowany wcześniej). Na płycie DVD umieszczono również teledyski i utwory w wersjach pierwotnych.

## Lista utworów

### CD 1
1. „Heartbreaker” (na żywo)
2. „Anorexorcist”
3. „White Lace And Strange”
4. „Help Me I'm Hungry”
5. „Mrs. Butterworth”
6. „If You Must” (demo)
7. „Pen Cap Chew” (demo)
8. „Downer” (na żywo)
9. „Floyd the Barber” (na żywo)
10. „Raunchola/Moby Dick” (na żywo)
11. „Beans” (utwór akustyczny)
12. „Don't Want It All” (utwór akustyczny)
13. „Clean Up Before She Comes” (utwór akustyczny)
14. „Polly” (utwór akustyczny)
15. „About a Girl” (utwór akustyczny)
16. „Blandest” (demo)
17. „Dive” (demo)
18. „They Hung Him on a Cross” (demo)
19. „Grey Goose” (demo)
20. „Ain't It a Shame” (demo)
21. „Token Eastern Song” (demo)
22. „Even in His Youth” (demo)
23. „Polly” (demo)

### CD 2
1. „Opinion” (utwór akustyczny)
2. „Lithium” (utwór akustyczny)
3. „Been a Son” (utwór akustyczny)
4. „Sliver” (utwór akustyczny)
5. „Where Did You Sleep Last Night” (utwór akustyczny)
6. „Pay to Play” (demo)
7. „Here She Comes Now” (demo)
8. „Drain You” (demo)
9. „Aneurysm” (demo)
10. „Smells Like Teen Spirit” (demo)
11. „Breed” (Rough Mix)
12. „Verse Chorus Verse” (outtake)
13. „Old Age” (outtake)
14. „Endless, Nameless” (zarejestrowane podczas tzw. Peel Sessions, 3 września 1991[13][14])
15. „Dumb” (zarejestrowane podczas tzw. Peel Sessions, 3 września 1991[13][14])
16. „D-7” (zarejestrowane podczas tzw. Peel Sessions, 21 października 1990[13][14])
17. „Oh the Guilt”
18. „Curmudgeon”
19. „Return of the Rat” (outtake)
20. „Smells Like Teen Spirit” (Butch Vig Mix)

### CD 3
1. „Rape Me” (utwór akustyczny)
2. „Rape Me” (demo)
3. „Scentless Apprentice” (demo)
4. „Heart-Shaped Box” (demo)
5. „I Hate Myself And I Want to Die”
6. „Milk It” (demo)
7. „M. V.” (demo)
8. „Gallons of Rubbing Alcohol Flow Through the Strip”
9. „Other Improv” (demo)
10. „Serve the Servants” (utwór akustyczny)
11. „Very Ape” (utwór akustyczny)
12. „Pennyroyal Tea” (utwór akustyczny)
13. „Marigold”
14. „Sappy” (utwór znany też jako „Verse Chorus Verse”)
15. „Jesus Doesn't Want Me for a Sunbeam” (demo)
16. „Do Re Mi” (utwór akustyczny)
17. „You Know You’re Right” (utwór akustyczny)
18. „All Apologies” (utwór akustyczny)

### DVD
1. „Love Buzz”
2. „Scoff”
3. „About a Girl”
4. „Big Long Now”
5. „Immigrant Song”
6. „Spank Thru”
7. „Hairspray Queen”
8. „School”
9. „Mr. Moustache”
10. „Big Cheese”
11. „In Bloom”
12. „Sappy”
13. „School”
14. „Love Buzz”
15. „Pennyroyal Tea”
16. „Smells Like Teen Spirit”
17. „Territorial Pissings”
18. „Jesus Doesn't Want Me for a Sunbeam”
19. „Talk to Me”
20. „Seasons in the Sun”